# Caribbean Club Shield 2019
De Caribbean Club Shield 2019 was de tweede editie van de Caribbean Club Shield het jaarlijkse voetbaltoernooi voor clubs uit de Caraïben die aangesloten zijn bij de Caraïbische Voetbalunie een sub-confederatie van de CONCACAF. Het toernooi vond plaats van 5 april 2019 tot en met 15 april 2019 in Curaçao.
De winnaar speelt tegen de nummer 4 van de CFU Club Championship voor een plaats in de  CONCACAF League.

## Groepsfase
De loting voor de groepsfase vond plaats op 11 januari 2019, 11:00  (UTC−5), op het hoofdkantoor van de CONCACAF  Miami, Verenigde Staten.

### Groep A
| Pos | Team                   | Wed | W | G | V | Ptn | DV | DT | +/− | Kwalificatie              |
| --- | ---------------------- | --- | - | - | - | --- | -- | -- | --- | ------------------------- |
| 1   | Santiago de Cuba       | 3   | 1 | 2 | 0 | 5   | 4  | 0  | +4  | Eindronde                 |
| 2   | Jong Holland (G)       | 3   | 1 | 2 | 0 | 5   | 1  | 0  | +1  | Eindronde                 |
| 3   | Scholars International | 3   | 1 | 1 | 1 | 4   | 2  | 1  | +1  | Rangschikkingswedstrijden |
| 4   | Fruta Conquerors       | 3   | 0 | 1 | 2 | 1   | 0  | 6  | −6  |                           |

### Groep B
| Pos | Team           | Wed | W | G | V | Ptn | DV | DT | +/− | Kwalificatie              |
| --- | -------------- | --- | - | - | - | --- | -- | -- | --- | ------------------------- |
| 1   | Moulien        | 2   | 2 | 0 | 0 | 6   | 2  | 0  | +2  | Eindronde                 |
| 2   | Weymouth Wales | 2   | 1 | 0 | 1 | 3   | 1  | 1  | 0   | Eindronde                 |
| 3   | Real Rincon    | 2   | 0 | 0 | 2 | 0   | 0  | 2  | −2  | Rangschikkingswedstrijden |

### Groep C
| Pos | Team               | Wed | W | G | V | Ptn | DV | DT | +/− | Kwalificatie              |
| --- | ------------------ | --- | - | - | - | --- | -- | -- | --- | ------------------------- |
| 1   | Village Superstars | 2   | 2 | 0 | 0 | 6   | 4  | 2  | +2  | Eindronde                 |
| 2   | Hoppers            | 2   | 1 | 0 | 1 | 3   | 6  | 4  | +2  | Eindronde                 |
| 3   | Platinum FC        | 2   | 0 | 0 | 2 | 0   | 3  | 7  | −4  | Rangschikkingswedstrijden |

### Groep D
| Pos | Team             | Wed | W | G | V | Ptn | DV | DT | +/− | Kwalificatie              |
| --- | ---------------- | --- | - | - | - | --- | -- | -- | --- | ------------------------- |
| 1   | Club Franciscain | 2   | 1 | 1 | 0 | 4   | 4  | 2  | +2  | Eindfase                  |
| 2   | Robinhood        | 2   | 1 | 0 | 1 | 3   | 5  | 4  | +1  | Eindfase                  |
| 3   | Dakota           | 2   | 0 | 1 | 1 | 1   | 2  | 5  | −3  | Rangschikkingswedstrijden |

## Eindronde

### Rangschikkingswedstrijden
|                     |                        |     |                      |                                                                          |
| 11 april 2019 15:00 | Scholars International | 1–2 | Dakota               | Ergilio Hato Stadium, Willemstad Scheidsrechter: Benbito Celima ( Haïti) |
| 11 april 2019 15:00 | Pearson 89'            |     | Gross 28' Maduro 42' | Ergilio Hato Stadium, Willemstad Scheidsrechter: Benbito Celima ( Haïti) |

|                     |                |     |                                                  |                                                                                     |
| 11 april 2019 15:00 | Real Rincon    | 2–4 | Platinum FC                                      | Stadion dr. Antoine Maduro, Willemstad Scheidsrechter: Patrick Senecharles ( Haïti) |
| 11 april 2019 15:00 | Janga 48', 90' |     | President 10' Myers 16' Nicholas 53' Neptune 85' | Stadion dr. Antoine Maduro, Willemstad Scheidsrechter: Patrick Senecharles ( Haïti) |

### Kwartfinales
|                     |                  |                          |                |                                                                                      |
| 11 april 2019 17:30 | Santiago de Cuba | 0–2                      | Weymouth Wales | Stadion dr. Antoine Maduro, Willemstad Scheidsrechter: Steven Madrigal ( Costa Rica) |
| 11 april 2019 17:30 |                  | Snagg 45' Harewood 90+4' |                | Stadion dr. Antoine Maduro, Willemstad Scheidsrechter: Steven Madrigal ( Costa Rica) |

|                     |                    |     |              |                                                                           |
| 11 april 2019 17:30 | Village Superstars | 1–1 | Robinhood    | Ergilio Hatostadion, Willemstad Scheidsrechter: Damien Rosa ( Martinique) |
| 11 april 2019 17:30 | Hanley 11'         |     | Da Costa 62' | Ergilio Hatostadion, Willemstad Scheidsrechter: Damien Rosa ( Martinique) |
| 11 april 2019 17:30 | Strafschoppen      |     |              | Ergilio Hatostadion, Willemstad Scheidsrechter: Damien Rosa ( Martinique) |
| 11 april 2019 17:30 | 3–4                |     |              | Ergilio Hatostadion, Willemstad Scheidsrechter: Damien Rosa ( Martinique) |

|                     |         |                                  |              |                                                                            |
| 11 april 2019 20:00 | Moulien | 0–3                              | Jong Holland | Ergilio Hatostadion, Willemstad Scheidsrechter: Charvis Delsol ( Dominica) |
| 11 april 2019 20:00 |         | Constansia 17' Hoekstra 47', 86' |              | Ergilio Hatostadion, Willemstad Scheidsrechter: Charvis Delsol ( Dominica) |

|                     |                  |     |         |                                                                                  |
| 11 april 2019 20:00 | Club Franciscain | 1–0 | Hoppers | Stadion dr. Antoine Maduro, Willemstad Scheidsrechter: Sherwin Johnson ( Guyana) |
| 11 april 2019 20:00 | Marajo 75'       |     |         | Stadion dr. Antoine Maduro, Willemstad Scheidsrechter: Sherwin Johnson ( Guyana) |

### Halve finale
|                     |                |                               |           |                                                                                 |
| 13 april 2019 17:30 | Weymouth Wales | 0–3                           | Robinhood | Ergilio Hatostadion, Willemstad Scheidsrechter: William Anderson ( Puerto Rico) |
| 13 april 2019 17:30 |                | Graves 4' Fer 23' Cairo 90+2' |           | Ergilio Hatostadion, Willemstad Scheidsrechter: William Anderson ( Puerto Rico) |

|                     |                                |     |                                  |                                                                           |
| 13 april 2019 20:00 | Jong Holland                   | 2–4 | Club Franciscain                 | Ergilio Hatostadion, Willemstad Scheidsrechter: Ricangel de Leca ( Aruba) |
| 13 april 2019 20:00 | Hoekstra 28' Thimon 80' (e.d.) |     | Abaul 20', 90+4' Mainge 60', 67' | Ergilio Hatostadion, Willemstad Scheidsrechter: Ricangel de Leca ( Aruba) |

### Finale
|                     |              |     |                  |                                                                              |
| 15 april 2019 20:00 | Robinhood    | 1–0 | Club Franciscain | Ergilio Hatostadion, Willemstad Scheidsrechter: Jaime Herrera ( El Salvador) |
| 15 april 2019 20:00 | Da Costa 21' |     |                  | Ergilio Hatostadion, Willemstad Scheidsrechter: Jaime Herrera ( El Salvador) |